# Élections législatives bas-canadiennes de 1792
Les élections législatives bas-canadiennes de 1792 se sont déroulées du 24 mai 1792 au 10 juillet 1792 au Bas-Canada afin d'élire les députés de la 1re législature de la Chambre d'assemblée. 

## Contexte
Il s'agit des premières élections parlementaires à se dérouler sur le territoire actuel du Québec.

## Chronologie
- 7 mai 1792 : Proclamation annonçant les élections générales.
- 24 mai 1792 : Émission des brefs des premières élections générales prévues en juin et en juillet.
- 10 juillet 1792 : Retour des brefs.
- 17 décembre 1792 : Ouverture de la 1re session de la 1re législature par le lieutenant-gouverneur Alured Clarke.

## Résultats
| Canadiens | Bureaucrates | Non affiliés |
| 22 sièges | 19 sièges    | 9 sièges     |

### Résultats par district électoral
- Bedford : Jean-Baptiste-Melchior Hertel de Rouville
- Buckingham n° 1 : Antoine Juchereau Duchesnay
- Buckingham n° 2 : Joseph-Marie Godefroy de Tonnancour
- Cornwallis n° 1 : Pierre-Louis Panet
- Cornwallis n° 2 : Jean Digé
- Devon n° 1 : François Dambourgès
- Devon n° 2 : James Tod
- Dorchester n° 1 : Gabriel-Elzéar Taschereau
- Dorchester n° 2 : Ignace-Michel-Louis-Antoine d'Irumberry de Salaberry
- Effingham n° 1 : Jacob Jordan
- Effingham n° 2 : Joseph-Hubert Lacroix
- Gaspé : Edward O'Hara
- Hampshire n° 1 : Mathew Macnider
- Hampshire n° 2 : Jean Boudreau
- Hertford n° 1 : Louis Dunière
- Hertford n° 2 : Pierre Marcoux
- Huntingdon n° 1 : Georges-Hippolyte Le Comte Dupré
- Huntingdon n° 2 : Claude-Nicolas-Guillaume de Lorimier
- Kent n° 1 : René Boileau
- Kent n° 2 : Pierre Legras Pierreville
- Leinster n° 1 : François-Antoine Larocque
- Leinster n° 2 : Bonaventure Panet
- Comté de Montréal n° 1 : Joseph Papineau
- Comté de Montréal n° 2 : James Walker
- Montréal-Est n° 1 : Joseph Frobisher
- Montréal-Est n° 2 : John Richardson
- Montréal-Ouest n° 1 : Jean-Baptiste Durocher
- Montréal-Ouest n° 2 : James McGill
- Northumberland n° 1 : Pierre-Stanislas Bédard
- Northumberland n° 2 : Joseph Dufour dit Bona
- Orléans : Nicolas-Gaspard Boisseau
- Comté de Québec n° 1 : David Lynd
- Comté de Québec n° 2 : Ignace-Michel-Louis-Antoine d'Irumberry de Salaberry
- Basse-ville de Québec n° 1 : Robert Lester
- Basse-ville de Québec n° 2 : John Young
- Haute-ville de Québec n° 1 : Jean-Antoine Panet
- Haute-ville de Québec n° 2 : William Grant
- Richelieu n° 1 : Pierre Guerout
- Richelieu n° 2 : Benjamin-Hyacinthe-Martin Cherrier
- Saint-Maurice n° 1 : Thomas Coffin
- Saint-Maurice n° 2 : Augustin Rivard-Dufresne
- Surrey n° 1 : François Malhiot
- Surrey n° 2 : Chevalier de Rocheblave
- Trois-Rivières n° 1 : John Lees
- Trois-Rivières n° 2 : Nicolas Saint-Martin
- Warwick n° 1 : Pierre-Paul Margane de Lavaltrie
- Warwick n° 2 : Louis Olivier
- William-Henry : John Barnes
- York n° 1 : Alain Chartier de Lotbinière
- York n° 2 : Pierre-Amable de Bonne

## Sources
- Section historique du site de l'Assemblée nationale du Québec